# Saint-André-Lachamp
Saint-André-Lachamp är en kommun i departementet Ardèche i regionen Auvergne-Rhône-Alpes i sydöstra Frankrike. Kommunen ligger  i kantonen Joyeuse som ligger i arrondissementet Largentière. År 2022 hade Saint-André-Lachamp 166 invånare.

## Befolkningsutveckling
Antalet invånare i kommunen Saint-André-Lachamp
Referens: INSEE